# ガンダム無双
『ガンダム無双』（ガンダムむそう）は、2007年3月1日にPlayStation 3向けにバンダイナムコゲームスバンダイレーベルから発売したアクションゲーム。
海外でのタイトルは、"Dynasty Warriors: Gundam"。
本項では本作以降に発売された他機種移植作、および続編作品についても、それぞれ記述する。
- Xbox 360版『ガンダム無双 インターナショナル』
- PS2版『ガンダム無双 Special』
- PS2・Xbox 360・PS3版『ガンダム無双2』
- Xbox 360・PS3版『ガンダム無双3』
- PS Vita・PS3版  『真・ガンダム無双』

## 概要
タクティカルアクションの定番ゲームである無双シリーズを開発したコーエー（現・コーエーテクモゲームス）とバンダイナムコゲームスが協力し、ガンダムのキャラクター性に無双シリーズのプレイ要素を融合したソフト。無双シリーズとしては3シリーズ目となる。1機のモビルスーツ（以下MS）で1000機の敵MSを倒すような一「機」当千が実現し、従来のガンダムゲームにない爽快感を追求した作品となった。
『機動戦士ガンダム』『機動戦士Ζガンダム』『機動戦士ガンダムΖΖ』などからキャラクターやMSが登場し、プレイヤーはガンダム、シャア専用ゲルググ、キュベレイといったMSに乗り込み、並み居る敵を倒していく。従来の無双シリーズに無い要素として×ボタン（Xbox 360版ではAボタン）でバーニアを吹かして高速移動できる「ダッシュ」が追加されており、スピード感のあるアクションが
可能になっている（従来のシリーズのような馬が存在しない為、広い戦場を長距離移動する為の代替手段でもある。一部機体は変形して効率良く移動が可能）。
本作の成長要素は、従来の無双シリーズを概ね踏襲した上で、キャラクター（パイロット）とMSのレベル（パイロットごとに独立）が別々に存在する仕組みとなっている。また、従来の無双シリーズでの戦場は地上のみだったが、ガンダムシリーズを題材にした本作は地上のみならず宇宙も戦場になる（ただし、3次元軸の見方は地上と同一で、縦方向には移動できず宇宙空間にもかかわらず下方向に重力が発生する）。
メインのゲームモードとなる「オフィシャルモード」ではアムロやカミーユ、シャアといったキャラクターの視点で原作の流れに沿ってストーリーを進めていく。「オリジナルモード」では上記の3作品だけでなく、『機動武闘伝Gガンダム』『新機動戦記ガンダムW』『∀ガンダム』からもMSやキャラクターが参戦し、ガンダムシリーズ計6作品が総出演した荒唐無稽な要素がふんだんに盛り込まれたオリジナルシナリオとなっている（ただし『機動戦士ガンダム0080 ポケットの中の戦争』『機動戦士ガンダム0083 STARDUST MEMORY』や『モビルスーツバリエーション』の一部機体・キャラクターも登場している）。個々のキャラクターでクリアするとアムロをΖガンダムに乗せたり、シャアをガンダムに乗せたりと他のMSに乗り換え可能になり、自分の好きな組み合わせで戦わせることができる。
パイロットレベルとモビルスーツレベルが設定されており、それぞれ上がると能力値が増加するほか、パイロットレベルはスラスターゲージ、モビルスーツレベルは通常攻撃の段数やSP攻撃が強化される。モビルスーツレベルは機体の習熟度を表す物で、パイロットごと・個々の機体ごとに分かれている。ある機体のレベルを最大まで上げていても、他の機体に乗り換えた場合はモビルスーツレベルは1から上げる事になる（乗り換え前の機体のレベルは乗り換えても残る）。
パイロットごとにスキルがあり、特殊な効果を持つ（他の無双シリーズにおける装備アイテムと同じような物）。個々のキャラごとにパイロットレベルが上がると1つ取得できる。固有スキルと汎用スキルがあり、固有スキルは最初から1つ所持、一定レベルに達する事でもう一つ取得できる。この2つのスキルはキャラごとに何が付くかが決まっており、付け替えは不可。汎用スキルはパイロットレベルが上がるごとにランダムで取得、4つまで自由に付け替え可能。パイロットレベルが最大に達するとミッションを1つクリアするごとにスキルを1つ取得できるようになり、汎用スキルをコンプリートすると固有スキルも取得できるようになる（この場合の固有スキルは汎用スキル欄にセットする事になる）。固有スキルも取得できるようになると、原作ではオールドタイプだったキャラをニュータイプにするなどの楽しみ方も可能になる。
固有パイロットが乗った機体を撃破すると強化パーツを落とすことがあり、それを付けることで能力値にボーナスが付く。パーツの組み合わせによっては特殊な効果が発揮される事もある。強化パーツは取得したMS専用で他のMSには使い回すことが出来ないが、別のパイロットが取得したパーツでも機体が同じならば使い回せる。
制作が公にされたのは2006年12月下旬で、発表から発売までの期間が異例の短さとなるが、約2年前から開発されていたという。コーエー側の働きかけによって企画が実現した。PS3本体（60GBモデル）とのセットパッケージも同時発売され、特典としてテクニカルFILE・キャラクターFILE・アートカード8枚セットが付属する（発売元はコーエーの子会社コーエーネット）。2007年度日本ゲーム大賞優秀賞受賞。
PS3版は損益ギリギリであったが、ライブラリ統一化の恩恵でPS2版などマルチプラットフォーム移植が容易であったため利益を出すことができた。

## 操作方法
※例：PS3版の場合
- 移動 - アナログキー・十字キー
- シフト移動 - アナログキー・十字キー+L1
- 攻撃 - □ボタン（連続で押すとMSレベルにより4〜12回連続攻撃が可能。チャージ攻撃に連携可能）
- ダッシュ - ×ボタン（空中でも可能。スラスターゲージの分だけ使用可能でゲージがなくなるとオーバーヒートして一定時間使用不可）
- チャージ攻撃 - △ボタン（ブーストダッシュに連携可能）
- ジャンプ - R1ボタン（押しっぱなしで上昇、スラスターゲージを消費する）
- ガード - L1ボタン（後方からの攻撃は防ぐことが出来ない）
- 空中回避（受身） - 跳ね飛ばされた時に×またはL1ボタン（スラスターゲージを消費、オーバーヒート時は不可）
- SP攻撃（無双シリーズの無双乱舞と同じ） - SPゲージが満タンになった時に○ボタン（MSレベルが上がるとSPゲージが3本まで増加、貯めた分までの攻撃が連続で出る）
- ハイパーSP攻撃 - 耐久力ゲージが赤くなった時（瀕死時）にSPゲージが満タンになった時に○ボタン（耐久力ゲージが赤くなるとSPゲージが自動回復する）。
- コンビネーションSP攻撃 - 近くに2Pまたは特定のパイロットがいる時に○ボタン。使用可能な時は自分と相手の間にスパークが走る。
- ブーストダッシュ - チャージ2〜4ヒット中に×ボタン（体当たり攻撃。ダッシュ攻撃に連携可能）
- ダッシュ攻撃 - ダッシュ中に□ボタン（連続で押すことにより3回まで可能）
- 変形飛行 - ジャンプ中に×ボタン（変形可能な機体のみ。変形不可能な機体はジャンプダッシュとなる）
- マップ切替え - R2ボタン
- つばぜり合い - 固有パイロット同士の攻撃が重なった時に発生（SP攻撃の場合はSP攻撃を当てると発生）。演出と共にお互いの攻撃力が一定時間アップし、間合いが離れて仕切り直しとなる。

PS2版でも操作法に大差はない。Xbox 360版もボタンの名称こそ違うが配置は同じ。
他の無双シリーズの無双乱舞にあたるSP攻撃は、従来のシステムと違い、途中で攻撃を中断することはできず、使用後は全SPゲージを消費するが、シリーズの中ではSPゲージがたまりやすい方であるため不便さは感じにくい。
チャージ攻撃は4種類存在しており、おもにビームライフルなどでの牽制が中心となるチャージ1を除き、ダッシュでキャンセル可能。

## 基本システム

### フィールドについて
各マップには、複数のフィールドが存在している。味方フィールドは青、敵フィールドは赤、第三勢力のフィールドは黄色、占拠されていないフィールドは灰色で表記されている。
各フィールドには耐久ゲージが存在しており、敵を撃墜するごとにゲージが減る。ゲージを0にした地点で「制圧」となる。ただしフィールドによっては敵の守備隊長機や敵エース機が現れたり、フィールド内にいた敵エース機が守備に就く場合がある。この場合これを撃墜して初めて制圧したことになる。
ミッションの勝利条件を満たした地点でミッションクリアとなる。
自機の耐久値が0になり撃墜されるか敗北条件を満たした場合ゲームオーバーとなる。
本作には戦艦戦の概念はなく、フィールドに同じゲージが存在しており所属MSを撃墜してゲージを0にすると守備隊長が登場するので、これを倒した地点で「撤退」したことになる。

## オリジナルモード
本ゲームの特徴であるゲームモードのひとつ。プレイヤーキャラクター全16人（『Special』では+2機の18人）が謎の惑星を舞台に作品の枠を超え、様々な理由から共闘、敵対し、目的を達成していく。
初期状態では3人（『Special』では武者ガンダムを加えて4人）だが、ゲームをクリアしていくことによって、使用可能キャラクターが増えていく。
キャラクター達は何人かのグループに分かれており、そのグループによって大まかなストーリーが決まっている。

### ストーリー
ある時、地球に接近する惑星が現れる。地球との衝突を避けるため、各ガンダム世界のキャラクター達が惑星の調査へ向かう。その惑星では、「すべての勢力を統一した者にすべてを可能にする力が与えられる」という伝説があり、その力をめぐり日夜戦いが繰り広げられていた。
- アムロ・シャア編

アムロは旧友ハヤトと共に惑星の調査にやって来た。そこで2人はかつて刃を交え、共に戦ったこともある宿敵・シャアに出会う。シャアはアムロが現れる以前からこの惑星を調査し、様々な情報を入手していた。その中の伝説に興味を持ち、部下のアポリー、ロベルトと共に軍勢を率いて都市を攻撃しようとしている最中だった。シャアは惑星の情報を与えることを条件に共闘してほしいと申し出る。アムロはシャアに何かを感じつつも共闘する道を選び、かつて愛機であったガンダムを駆り、出撃する。戦いの中で仲間を増やし、互いに全幅の信頼を置いていくが、シロッコやハマーンのシャアに対する言動からアムロや投降したガンダムのパイロット達は疑念を抱く。シャアはそれを受け入れた上で、優れた戦士達の可能性を守るためにある決断を下す。
- カミーユ・ハマーン編

カミーユは惑星の調査に向かう途中、仲間達とはぐれてしまう。軌道エレベーターにたどり着くが、そこでハマーン率いるアクシズ軍に出くわしてしまう。ハマーンも軍を率いて惑星の調査に向かうが、軌道エレベーターで謎の軍勢と交戦状態に入っていた。否応無しにハマーンと共闘することになったカミーユは、ハマーンの部下のグレミーの裏切りに遭いながらも何とか敵を退ける。ハマーンの横暴さを見かねたカミーユは、グワダンを置いていくことを条件にハマーンと共に惑星に降りて行くのだった。やがて仲間であるはずのアムロとシャアが敵に回ったことを知りカミーユは驚くが、ハマーンはシャアの目的を感知し警戒する。
- ジュドー・シロッコ・ルー編

ジュドーとルーは惑星の調査のため木星からやってきた。何が起こるかわからないというのに全く緊張感のないジュドーにルーは呆れてしまう。そこに突如シロッコが現れる。シロッコはティターンズとは別に部下のサラ、レコアと共に独自で惑星の調査に来ていた。あらかた調査を終え、城下にある基地を制圧するため行動を開始する。そんな中、全く警戒心の無い2機のモビルスーツ、ジュドーのΖΖガンダムとルーのΖガンダムを発見、言葉巧みに味方に引き込もうとする。ティターンズであったシロッコを警戒するルーであったが、敵になれば倒せばいいとジュドーはシロッコについて行く。呆れ果てたルーも仕方なくシロッコと共闘することになってしまった。ガンダム・チームや別行動を取っていたプルとプルツーを仲間に加えたジュドー達の前にアムロとシャアをはじめとしたニュータイプの軍勢が現れる。
- ドモン・ミリアルド・プル編

惑星の調査にやってきたドモンとレインは、古代遺跡の基地を攻略しようとしていたミリアルドと共闘することになった。そこに偵察を終えて戻ってきたプルと合流し、遺跡の攻略に赴く。その後、4人は幾度かの戦いを経て惑星の統一を果たしたかに思われたがその結果、自分たちの戦いが地球の危機を招いてしまったことを知りドモンとミリアルドは己の戦いの意味が見えなくなってしまう。プルはそんな2人を必死に鼓舞するが二人の迷いはなかなか晴れなかった。氷山地帯で3人は敵に包囲されてしまうが、そこに東方不敗とヒイロが現れ、2人を叱咤激励する。戦う気力を取り戻したドモンとミリアルドは武者ガンダムとその力を利用しようとしたパイロット達を撃破する。そして、それぞれの戦いに決着を告げるべく、一騎討ちを申し出る。プルは彼らの戦いを邪魔する敵を倒すため、行動を開始。かつて対立したパイロット達もプルに協力するのだった。
- ヒイロ・東方不敗・ジェリド編

ヒイロと東方不敗は惑星に向かう途中ティターンズと交戦、これを撃破し、惑星の中枢に向かっていた。そこへ、ジェリドが合流、カミーユを倒す力を手にするため、2人に同行することに。地下堂で武者ガンダムを撃破したが、惑星の降下は止まらなかったためティターンズと共闘し惑星の統一を目指す。ヒイロは、無意味な戦いを続ける東方不敗に疑問を感じつつも、彼の情報に頼らざるを得ない状況に焦りを募らせていた。ジェリドは確実に自分が強くなっていることに手ごたえを感じ、カミーユとの対決を待ち望んでいた。そして東方不敗はある野望を達成するため、その機会を待っているのだった。
- ロラン・エマ・プルツー編

小惑星の調査に来たものの、カミーユとはぐれてしまったエマとヘンケンは、同じく仲間とはぐれていたプルツー、単機で調査にあたっていたロランと合流する。様々な勢力が各々の思惑で戦闘を続けている中、ロランはあくまで話し合いによる解決・戦闘の停止を繰り返し呼びかけるが、応じる者はおらず、エマ・プルツーから考えの甘さを叱咤される。結果的に味方を危機に晒してしまった彼は自らと“ホワイトドール”の存在意義を見つめ直し“機械が人の役に立つ世界”を目指す、という強い決意で戦いに身を投じる。敵となったカミーユ、ジュドー、プル等を仲間に加えることに成功するが、武者ガンダムとその力を利用しようとするパイロット達が立ちふさがる。単独で武者ガンダムを止めようと出撃したロランを案じるエマたちも合流。最終決戦の幕が上がる。
- 武者ガンダム・武者ガンダムMk-II編（『Special』のみ）

地下礼拝堂奥深くで武者ガンダムと武者ガンダムMk-II、二つの機体が起動した。武者ガンダムは地球に永遠の繁栄と支配をもたらす為に、手始めに地下堂に集まった敵達を迎撃する。一方武者ガンダムMK-IIは仮主人を武者ガンダムと設定し、武者ガンダムと共に戦闘を開始する。武者ガンダムと武者ガンダムMK-IIは意志を持っており、パイロットなしでも動く事ができる。
武者ガンダムは強い敵と戦うことでリアルタイムで戦闘力を高める事が出来る為、自身の力を高めるために別の戦場へと向かう。武者ガンダムMK-IIに地球降下の障害となる敵の排除を命じる。しかし武者ガンダムMK-IIの真の目的は自分に搭乗する優れたパイロットを探す事であり、武者ガンダムの命令をこなしながら自分の搭乗者となる人物の選定、そして人類の調査を密かに行う。武者ガンダムMK-IIは武者ガンダムの地球の支配によって人類の未来と可能性が脅かされると感じ、地球降下の直前に反旗を翻す。武者ガンダムMK-IIの裏切りに遭いながらも武者ガンダムは軌道エレベーターを使用せず単機で地球に降下し、武者ガンダムMK-IIもエレベーターで先に地球へと降下する。
争いや力こそが人類を強くし、更なる高みへと人類を導いていき、それこそが自分の宿命と考える武者ガンダム。人類の可能性を信じ、自分の搭乗者を探す事も重要だが、自分の搭乗者を生む可能性のある地球の未来を守る事が自分の最大の任務と考え、未来の主人のために戦う決意をする武者ガンダムMK-II。二体の武者はそれぞれの宿命のために最後の決戦を始めようとしていた。

## 登場機体
| オフィシャル・オリジナルモードメインMS - RX-78-2 ガンダム - MS-14S シャア専用ゲルググ - MSZ-006 Ζガンダム - MSN-100 百式 - PMX-003 ジ・O - AMX-004 キュベレイ - MSZ-010 ΖΖガンダム オリジナルモードメインMS - MS-06S シャア専用ザクII - RX-178 ガンダムMk-II（エゥーゴ仕様） - RX-178 ガンダムMk-II（ティターンズ仕様） - AMX-004-2 キュベレイMk-II（プル機） - AMX-004-3 キュベレイMk-II（プルツー機） - GF13-017NJII ゴッドガンダム - GF13-001NHII マスターガンダム - XXXG-00W0 ウイングガンダムゼロ - OZ-13MS ガンダムエピオン - System-∀99 ∀ガンダム - 武者ガンダム（声：K、Specialでは大友龍三郎） - 武者ガンダムMk-II（声：福原耕平）※『Special』のみ 戦艦 ※3では未登場 - ホワイトベース - アーガマ - ビッグトレー ※2では未登場 - ザンジバル - ガウ ※2では未登場 - ムサイ - サラミス - アウドムラ ※2では未登場 - ラーディッシュ - グワダン | サブMS - RX-77-2 ガンキャノン ※3でメインMSに昇格 - MSM-07S シャア専用ズゴック - MSN-02 ジオング - MS-14A ガトー専用ゲルググ ※2、3、真では未登場 - MS-14B ジョニー・ライデン専用ゲルググ ※3では未登場 - RGM-79 ジム - RB-79 ボール - MS-06F ザクII - YMS-07B グフ - MS-09 ドム - MSM-07 ズゴック - MS-09R リック・ドム ※2、3では未登場 - MS-14A ゲルググ - MS-06V ザク・タンク - MAN-08 エルメス ※2では戦艦扱い、3では未登場 - RGM-79GS ジム・コマンド - MS-07H グフ飛行型 - RX-139 ハンブラビ ※3でメインMSに昇格 - NRX-055 バウンド・ドック - PMX-002 ボリノーク・サマーン ※3では未登場 - PMX-001 パラス・アテネ - RGM-79R ジムII - MSA-003 ネモ - RMS-099 リック・ディアス - RMS-106 ハイザック - RMS-108 マラサイ - RMS-154 バーザム - AMX-003 ガザC - AMX-107 バウ - AMX-107 量産型バウ（グレミー軍機） ※3では未登場 - AMX-004G 量産型キュベレイ - AMX-006 ガザD |

## 登場キャラクター
| オフィシャル・オリジナルモードのメインキャラクター - アムロ・レイ（声：古谷徹） - シャア・アズナブル / クワトロ・バジーナ（声：池田秀一） - カミーユ・ビダン（声：飛田展男） - パプテマス・シロッコ（声：島田敏） - ジュドー・アーシタ（声：矢尾一樹） - ハマーン・カーン（声：榊原良子） オリジナルモードのメインキャラクター - エマ・シーン（声：岡本麻弥） - ジェリド・メサ（声：井上和彦） - ルー・ルカ（声：松井菜桜子） - エルピー・プル（声：本多知恵子） ※『真』はライブラリー出演 - プルツー（声：本多知恵子） ※『真』はライブラリー出演 - ドモン・カッシュ（声：関智一） - 東方不敗（声：秋元羊介） - ヒイロ・ユイ（声：緑川光） - ミリアルド・ピースクラフト（声：子安武人） - ロラン・セアック（声：朴璐美） | サブキャラクター - カイ・シデン（声：古川登志夫） ※2でメインキャラクターに昇格 - ハヤト・コバヤシ（声：檜山修之、2以降では鈴木清信） ※2でメインキャラクターに昇格 - ブライト・ノア（声：鈴置洋孝、真は成田剣） ※2はライブラリー出演、3では未登場 - フラウ・ボゥ（声：鵜飼るみ子） ※3では未登場 - テム・レイ ※2、3、真では未登場 - マ・クベ（声：田中正彦） ※2でメインキャラクターに昇格 - キシリア・ザビ（声：小山茉美） - ランバ・ラル（声：広瀬正志） ※2でメインキャラクターに昇格 - ガイア（声：徳丸完）※真はライブラリー出演。 - オルテガ（声：松本大） - マッシュ（声：佐藤正治） - ララァ・スン（声：潘恵子） ※3では未登場 - レビル（声：堀勝之祐） ※2、3では未登場 ※真では声なし - ジョニー・ライデン（声：井上和彦） ※3では未登場 - アナベル・ガトー（声：大塚明夫） ※2では未登場、3でメインキャラクターに昇格 - ファ・ユイリィ（声：新井里美） - ヘンケン・ベッケナー（声：小杉十郎太） - トーレス（声：柴本広之） ※3では未登場 - ロベルト（声：塩屋浩三） - アポリー（声：大川透） - アストナージ・メドッソ（声：無し、2、3では拡森信吾） - カクリコン・カクーラー（声：戸谷公次）※2、真ではライブラリー出演、3では未登場 - ヤザン・ゲーブル（声：大塚芳忠）※2でメインキャラクターに昇格 - サラ・ザビアロフ（声：島村香織、3から守野かおり名義） ※2でメインキャラクターに昇格 - レコア・ロンド（声：勝生真沙子） ※2でメインキャラクターに昇格 - ジャマイカン・ダニンガン（声：キートン山田） ※2、3では未登場 ※真では声なし - ダンケル・クーパー（声：菊池正美） - ラムサス・ハサ（声：拡森信吾） - ビーチャ・オーレグ（声：拡森信吾） ※3でメインキャラクターに昇格 - エル・ビアンノ（声：原えりこ） ※3でメインキャラクターに昇格 - グレミー・トト（声：カシワクラツトム） ※2でメインキャラクターに昇格 - ドクターJ ※2、3では未登場 - レイン・ミカムラ（声：天野由梨、2、3では声無し） - ホレス（声：掛川裕彦） ※2、3では未登場 ※ その他 - ナレーション（声 - 大塚明夫、2では郷里大輔 真ではU.C.とアルティメットモード冒頭は小杉十郎太、C.E.は三石琴乃） |

## 受賞歴
- 第22回デジタルコンテンツグランプリ 優秀賞

## ガンダム無双 インターナショナル
2007年12月27日にXbox 360版として発売。
- 英語音声と日本語音声の切り替え機能が追加された。

## ガンダム無双 Special
2008年2月28日にPS2版として発売。
- PlayStation BB UnitのHDDにインストールすることでロード時間を短縮できる。
- ハード性能の制約から画面に表示されるMSの数が減っている。

### 新要素
- 武者ガンダムMK-IIが初参戦
- オリジナルモードに新シナリオ追加
  - 武者ガンダム編
  - 武者ガンダムMK-II編

## ガンダム無双2
2008年12月18日、PS3・Xbox 360・PS2での3ハード同時発売。参戦作品は前作のPS2版の作品に加えて『機動戦士ガンダム 逆襲のシャア』、『機動戦士ガンダムF91』、『機動戦士Vガンダム』、『機動戦士ガンダムSEED DESTINY』などの作品に登場するキャラクター、MSが追加された。また、大型機や戦艦を除いた全ての登場MSを操作できるようになった。さらにPS3・Xbox 360版のみオリジナルミッションがダウンロード出来るようになった。PS2版はPlayStation BB UnitのHDDにインストールすることでロード時間を短縮できる。無双シリーズ初のトリプルプラットフォームでもあり、更に海外版はオンラインモード対応である。
海外でのタイトルは、"Dynasty Warriors: Gundam 2"。

### ゲームシステム
オフィシャルモードとミッションモードの二種が存在し、オフィシャルモードでは、『機動戦士ガンダム』『機動戦士Ζガンダム（劇場版を含む）』『機動戦士ガンダムΖΖ』『逆襲のシャア』の物語を再現したストーリーモード。これに対し、ミッションモードは、全作品のキャラクターが入り混じり各作品のネタを元に構築されたパロディーシナリオとなっている。シリアスなものからギャグまで多種多様なシナリオが混在しており、本家無双シリーズに近いものとなっている。各キャラクター毎のストーリーミッションと、全キャラクター共通のフリーミッション・コレクションミッション・フレンドシップミッション・エクストラミッションが存在する。各キャラクターには友好関係が存在し、戦闘内容の如何によって変化する。友好度によって新たなミッションやキャラクターが登場する。
ミッションモードでは一部ミッションを除いて、敵味方パイロット、ステージ、ステージの時間帯、ミッション中に発生するイベントがランダムで決まる。これにより、同じミッションでも毎回違った展開になるが、発生するイベントのバリエーションにもある程度のパターンがあるため、やり込んで行くとどのミッションを選んでも似たような展開になってしまうという弊害も生まれている。

### 新要素
- 『機動戦士ガンダム 逆襲のシャア』、『機動戦士ガンダムF91』、『機動戦士Vガンダム』、『機動戦士ガンダムSEED DESTINY』の機体とキャラクターが追加された。
- サイコガンダムなどの大型MSと戦闘可能になった。
- パーツを揃える事でサブMSが使用可能になった。
- パイロットレベルの限界が前作の30から50に上昇。
- 変形がダッシュボタン2回押しに変更された。
- スキルシステムの変更。固有、汎用といった分類がなくなり、装備可能数が3つまでになった。取得方式が前作のランダムからMSごとに設定された4種類が確率で習得可能になった（レベルアップで取得確率上昇）。ニュータイプと強化人間はスキルとは別扱いになり、イベントで取得するように変更された。一部スキルがアタッチメントというカテゴリに変更されてパーツに付くようになった。
- MSレベルが廃止され、パーツを強化することでMSのパラメータが上昇するようになった。モビルスーツラボでパーツを強化したりアタッチメントを付ける事が可能。なお、強化したMSは他のパイロット間でも使い回せる。
- ファンネルなどのサイコミュ兵器が搭載されているMSは、前作ではオールドタイプが搭乗した場合は代替のビーム攻撃が出ていたが、本作ではニュータイプor強化人間にならないと搭乗できなくなった（ストライクフリーダムのドラグーンはサイコミュ兵器に含まれない）。
- つばぜり合いが画面に表示されるボタンを制限時間内に押す方式に変更された。ボタンを間違えるか、時間内に入力できなかった場合は負けとなる。負けた方は弾き飛ばされてパワーダウン状態になり一定時間動けなくなる。
- ミッションモードでは、パイロット間の友好度が設定された。僚機として出撃、敵対出撃、敵対して撃墜、プレイヤーの活躍などで変化し、ミッションの出現条件やコンビネーションSPの発動条件等に関わる。この友好度はパイロット固有の物で、別のキャラクターを選択した場合は違った物になる。また、CPU操作のキャラ同士での撃墜時には変化せず、2人同時プレイ時のプレイヤー2が撃墜した場合も変化しない。初期状態ではおおむね原作に沿った物となっており、原作で関わりのないパイロット同士は「普通」となっている。
- ミッションモードのみ、戦場のテンションを現す「戦況ゲージ」が追加。プレイヤーの活躍で戦況が変化し、ゲージが上がって戦況が激化すると敵味方全てのパイロットが積極的に攻撃をしかけるようになったり、仲の悪いパイロットとの間でもコンビネーションSPが発動可能になったりする。
- 追加ミッションをダウンロードできるようなった（PS3とXbox 360版のみ）。
- メインMSのみの追加要素
  - ダッシュチャージ攻撃が可能になった（ブーストダッシュでキャンセル可能）。これによりブーストゲージがある限り攻撃できる。
  - □（Xbox 360の場合X）ボタンを溜め押しすることで、対大型MS戦やガード崩しに効果のある「スマッシュ攻撃」が追加。
  - 通常攻撃とチャージ攻撃が6段までになった。
  - SP攻撃のアクションが見直された。また、空中で出せる空中SPが追加された。
  - メインMSはライセンスを取得しないと搭乗出来なくなった。初期所持ライセンスはどのパイロットでも必ず1つ持っているが、一部のパイロットは最初から複数持っている場合もある。

### 新規追加機体
| メインMS - RX-93 νガンダム - MSN-04 サザビー - F91 ガンダムF91 - LM314V21 V2ガンダム - ZGMF-X20A ストライクフリーダムガンダム - ZGMF-X19A インフィニットジャスティスガンダム - ZGMF-X42S デスティニーガンダム 戦艦 ※3では未登場 - ラー・カイラム - レウルーラ | サブMS - YMS-15 ギャン - RX-160 バイアラン - AMX-107 量産型バウ（アクシズ機） ※3では未登場 - ZMT-S33S ゴトラタン - Concept-X 6-1-2 ターンX ※3でメインMSに昇格 - RGZ-91 リ・ガズィ ※3では未登場 - MSN-03 ヤクト・ドーガ (ギュネイ機) ※3では未登場 - MSN-03 ヤクト・ドーガ (クェス機) ※3では未登場 - RGM-89 ジェガン - AMS-119 ギラ・ドーガ - AMS-119 ギラ・ドーガ（レズン機） ※3では未登場 大型MS・MA - MA-08 ビグ・ザム - MRX-009 サイコガンダム - MRX-010 サイコガンダムMk-II - NZ-000 クィン・マンサ - NZ-333 α・アジール ※3では未登場 - JDG-009X デビルガンダム&ガンダムヘッド |

### 新規追加キャラクター
| メインキャラクター - スレッガー・ロウ（声：井上真樹夫） ※3では未登場 - ドズル・ザビ（声：郷里大輔、3以降では玄田哲章） - フォウ・ムラサメ（声：ゆかな） - ロザミア・バダム（声：浅川悠） - クェス・パラヤ（声：川村万梨阿） ※3では未登場 - ギュネイ・ガス（声：山寺宏一） ※3では未登場 - シーブック・アノー（声：辻谷耕史） - セシリー・フェアチャイルド（声：冬馬由美） - ウッソ・エヴィン（声：阪口大助） - カテジナ・ルース（声：渡辺久美子） - ギム・ギンガナム（声：子安武人） - キラ・ヤマト（声：保志総一朗） - アスラン・ザラ（声：石田彰） - ラクス・クライン（声：田中理恵） - シン・アスカ（声：鈴村健一） - ルナマリア・ホーク（声：坂本真綾） | サブキャラクター - クラウン（声：佐々木誠二） ※3では未登場 - ギレン・ザビ（声：銀河万丈） ※2では声なし ※3では未登場 - バスク・オム - リィナ・アーシタ（声：岡本麻弥） - チェーン・アギ（声：折笠富美子） - ハサウェイ・ノア（声：佐々木望） ※3では未登場 - ケーラ・スゥ（声：安達忍） ※3では未登場 - ナナイ・ミゲル（声：榊原良子） - レズン・シュナイダー（声：伊倉一恵） ※3では未登場 - キョウジ・カッシュ（声：堀秀行） - リリーナ・ドーリアン - ディアナ・ソレル - ハロ（声：新井里美） |

## ガンダム無双3
2010年12月16日発売。前作までとは異なり、PS2版は今作では発売されない。前作までのフルCGによる描写からセルアニメを意識したCG描写へと変更された。開発がスタートしたのは2009年の夏頃。
海外でのタイトルは、"Dynasty Warriors: Gundam 3"。
参戦作品は前作までの作品の他、『機動戦士ガンダム00 セカンドシーズン』、『機動戦士ガンダムUC』、『機動戦士ガンダム0083 STARDUST MEMORY』、『機動新世紀ガンダムX』が追加されている。これにより『機動戦士ガンダムSEED』を除くTVシリーズ作品が今作で全て登場する。
前作では海外版のみだったオンラインモードを追加（4人同時の協力プレイが可能）。
本作のストーリーモードは完全オリジナルストーリーとなっており、原作再現要素は「ヒストリーミッション」でサポートされている。全ての作品のストーリーが網羅されており、一部作品では専用のセリフやムービーも入るが、登場キャラが少ない作品の再現度は低い。

### 新要素
- 『機動戦士ガンダム00 セカンドシーズン』、『機動戦士ガンダムUC』、『機動戦士ガンダム0083 STARDUST MEMORY』、『機動新世紀ガンダムX』のMSとキャラクターが追加された。
- 敵味方ともに戦力ゲージが追加された。これによりゲージがある限りは撃墜されても何度でも出撃可能となる。戦闘の基本的なルールにも若干変化があり、敵ゲージが0になった時点でボスが出現。これを倒せば勝利だが、逆に味方ゲージが0の時に自機が撃墜されればその場でミッション失敗となる。また、これに伴い戦況ゲージが廃止されている。
- 戦闘中キャラクターをパートナーとして呼び出し援護する「パートナーストライク」が使用可能となった。
- 攻撃を受けている最中でもダッシュ出来る「エマージェンシーダッシュ」が追加された。
- スマッシュ攻撃が廃止された。巨大MA戦ではスマッシュやSP攻撃で怯ませなくともダメージを与えられるように変更された。
- 受けたダメージの何割かが紫色のリカバリーゲージとなり、しばらく攻撃を受けなければ時間で回復する。このため、敵機も回復する前に倒し切らなければならない。巨大MAはゲージの回復が速い。アーマーゲージが0になるとリカバリーゲージが残っていても撃墜となる。
- チャージ攻撃やSP攻撃で止めを刺すことで、ピンクの爆発を起こし爆発した周囲の機体にもダメージを与える「誘爆システム」が追加。
- フィールドに占拠することで特殊な効果を発揮する様々な施設が追加された。
  - 施設の一種として「カタパルト」が追加。離れたフィールドに直接移動できる。飛び先は特定の1-2箇所から選択する。
- 宇宙空間のマップが廃止され、全て地面があるマップになった。また、フィールドが全体的に狭くなり、全てのエリアが細く曲がりくねった通路で区切られ、屋外マップでも前作の屋内のような構造になった。
- 機体開発は部位ごとのパーツを集めるのではなく、機体の全身の設計図がドロップするようになり、設計図1枚で機体が完成するようになった。機体の開発にはミッションクリアで入手できるゴールド（ゲーム内通貨）が必要。
- 特殊装備はモビルスーツ研究所で購入、スキルはショップで購入して取得する形式に変更された。品揃えは条件を満たすと増える。また、ショップではトレーニングという名目で経験値も購入できる。
- ライセンスもショップで購入する形式に変更され、1回購入すれば全パイロットが使用できるようになった。ライセンスは条件を満たせばショップに並ぶ。
- 友好度は「共感レベル」に名前が変更され、パイロットごとではなく全員で共有されるようになった。僚機として出撃するか自分で使用すると共感レベルが上昇する。また、相手を撃墜しても下がることがなくなった。
  - メインシナリオの進行で共感対象になり、共感レベルが上がるとパートナーとして選択可能、プレイヤーキャラとして使用可能、MSに固有のパーツが付く（メインMSのみ）、スキルの取得、オペレーターとして選択可能なるなどの機能が段階的に解放される。
- 戦況を報告するオペレーターを選択可能になった（ストーリーなど一部ミッションでは固定）。選択可能なキャラは条件を満たすと増えていく。非戦闘員のオペレーター専用キャラだけではなく、共感レベルを上げるとパイロットもオペレーターに選択可能になる。
- 有料ダウンロードコンテンツを利用することで、機体とそのパイロットとパイロットのミッションを入手できる。ダウンロードキャラクターはメインのストーリーには絡まず、購入した時点でプレイヤーとして使用可能で搭乗機体のライセンスも入手済みになる。オンラインモードでは参加する全員がそのキャラクターを購入していなければ使用不能。

### 新規追加MS
| メインMS - RX-78GP01-Fb ガンダム試作1号機フルバーニアン - RX-78GP02A ガンダム試作2号機 - XXXG-01D2 ガンダムデスサイズヘル - XXXG-01H2 ガンダムヘビーアームズ改 - OZ-00MS2 トールギスII - GX-9901-DX ガンダムDX - GN-0000+GNR-010 ダブルオーライザー - CB-0000G/C リボーンズガンダム/リボーンズキャノン - RX-0 ユニコーンガンダム - MSN-06S シナンジュ - 騎士ガンダム（声：松本保典） - GNX-Y901TW スサノオ（2011年1月6日にDLC配信） - NZ-666 クシャトリヤ（2011年1月19日にDLC配信） - GN-006 ケルディムガンダム（2011年2月9日にDLC配信） - GN-007 アリオスガンダム（2011年2月16日にDLC配信） - GN-008 セラヴィーガンダム（2011年2月22日にDLC配信） | サブMS - MSM-04 アッガイ - バグ - ZM-S24G ゲドラフ&アインラッド - JDG-009X デスアーミー - AMX-109 カプル - ZGMF-1017 ジン |

### 新規追加キャラクター
| メインキャラクター - コウ・ウラキ（声：堀川りょう） - シュバルツ・ブルーダー（声：堀秀行） - デュオ・マックスウェル（声：関俊彦） - トロワ・バートン（声：中原茂） - トレーズ・クシュリナーダ （声：置鮎龍太郎） - ガロード・ラン（声：高木渉） - ソシエ・ハイム（声：村田秋乃） - 刹那・F・セイエイ（声：宮野真守） - リボンズ・アルマーク（声：蒼月昇） - バナージ・リンクス（声：内山昂輝） - フル・フロンタル（声：池田秀一） - ミスター・ブシドー（声：中村悠一）（2011年1月6日にDLC配信） - マリーダ・クルス（声：甲斐田裕子）（2011年1月19日にDLC配信） - ロックオン・ストラトス（声：三木眞一郎）（2011年2月9日にDLC配信） - アレルヤ・ハプティズム（声：吉野裕行）（2011年2月16日にDLC配信） - ティエリア・アーデ（声：神谷浩史）（2011年2月22日にDLC配信） | サブキャラクター - ティファ・アディール（声：かないみか） - オードリー・バーン（声：藤村歩） |

## 真・ガンダム無双
前作『3』のセルアニメ調から再びフルCGの表現になり、『デッド オア アライブ5』や『真・三國無双7』など、近年のコーエーテクモで見られる装甲の汚れや本作ならではの塗装落ちも表現として取り入れられている。さらに前作は完全オリジナルストーリー中心をメインとしていたが、本作では『2』以来のオフィシャルモードが復活し、『1st』『Z（劇場版）』『逆襲のシャア』『UC』など宇宙世紀だけでなく、『SEED』と『SEED DESTINY』のCE（コズミック・イラ）の世界観も再現され、キラ・ヤマトやシン・アスカを中心に追体験できる。120体以上のMSが参戦、新機体、MAも操作可能。海外でのタイトルは、"Dynasty Warriors: Gundam Reborn"。

### システムの変更点
△ボタン溜め押しで出せる「チャージショット」を導入。チャージからの追撃や誘爆を利用しての大量撃墜、MA戦ではロックオンすることで直接部位に攻撃することが可能。
コンビネーションアサルトが廃止され、代わりに「バーストシステム」を導入。「戦闘ニュータイプ」や「SEED」といったパイロットのスキルと「バイオセンサー」や「ニュートロンジャマーキャンセラー」といった機体のスキルを組み合わせることでさまざまな効果を発揮できる。
パーツを装備することで機体の能力を上げる成長システムに変更された。さらにアルティメットモードで部品を集め、機体ごとに設定された武器を強化することが出来る。
これまで一度のSP攻撃でSPゲージを全消費していたが、ゲージの消費量が1回につき1本（100%）ずつになり、最大3回連続でSP攻撃の発動が可能になった。
パイロットレベルが30以上、且つ搭乗MS（メインMSに限る）のSPゲージが200%以上の時に、○ボタン長押しで「SP攻撃2」が発動可能（滞空中・バースト中の発動は不可）。
敵SP攻撃中に一定量の攻撃を当てる事で、敵SP攻撃のキャンセルが可能になった（プレイヤーのSP攻撃中は従来通り無敵状態になるため、逆にプレイヤーが攻撃を受けてSP攻撃をキャンセルされる事は無い）。

### 新規追加MS
メインMS
- RX-0 バンシィ
- GAT-X105 ストライクガンダム
- GAT-X303 イージスガンダム
- ZGMF-X666S レジェンドガンダム
- GFAS-X1 デストロイガンダム
- GPB-04B ベアッガイ（DLC）
- ORB-01 アカツキ
- AMS-129 ギラ・ズール
- AMS-129 ギラ・ズール（アンジェロ・ザウパー専用機）
- ZGMF-X56S インパルスガンダム
- MBF-02 ストライクルージュ
- ZGMF-X10A フリーダムガンダム
- GAT-X131 カラミティガンダム
- GAT-X252 フォビドゥンガンダム
- GAT-X370 レイダーガンダム
- ZGMF-X24S(RGX-01) カオスガンダム
- ZGMF-X31S(RGX-02) アビスガンダム
- ZGMF-X88S(RGX-03) ガイアガンダム
- GAT-X102 デュエルガンダム
- GAT-X103 バスターガンダム
- GAT-X207 ブリッツガンダム
- ZGMF-X09A ジャスティスガンダム
- ZGMF-X13A プロヴィデンスガンダム
- ZGMF-1000/A1 ガナーザクウォーリア （ルナマリア専用）
- ZGMF-1001/M  ブレイズザクファントム （レイ専用）
- ZGMF-1001/K  スラッシュザクファントム （イザーク専用）
- GAT-04 ウィンダム
- GAT-04 ウィンダム（ネオ専用）
- MSN-001A1 デルタプラス
- XXXG-00W0 ウイングガンダムゼロ（EW版）（DLC）
- RX-78GP-03 ガンダム試作3号機（デンドロビウム)/（ステイメン）（DLC）
- GNT-0000 ダブルオークアンタ（DLC）
- F-97 クロスボーン・ガンダムX1改（DLC）
- RX-0 フルアーマーユニコーンガンダム（DLC）

戦艦
- ガランシェール
- ガルダ
- アークエンジェル
- ミネルバ

### 新規追加キャラクター
メインキャラクター
- レイ・ザ・バレル（声：関俊彦）
- ステラ・ルーシェ（声：桑島法子）
- ネオ・ロアノーク（ムウ・ラ・フラガ）（声：子安武人）
- アンジェロ・ザウパー（声：柿原徹也）
- カガリ・ユラ・アスハ（声：進藤尚美）
- オルガ・サブナック（声：小田井涼平）
- クロト・ブエル（声：優希比呂)
- シャニ・アンドラス（声：宮本駿一（現：Shunn））
- アウル・ニーダ（声：森田成一）
- スティング・オークレー（声：諏訪部順一）
- イザーク・ジュール（声：関智一）
- ディアッカ・エルスマン（声：笹沼尭羅）
- ニコル・アマルフィ（声：朴璐美）
- ラウ・ル・クルーゼ（声：関俊彦）
- リディ・マーセナス（声：浪川大輔）
- キンケドゥ・ナウ（声：辻谷耕史）（DLC）

サブキャラクター
- ジーン（声：森田順平）
- ガルマ・ザビ（声：森功至）
- マチルダ・アジャン（声；戸田恵子）
- カーディアス・ビスト（声：菅生隆之）　※サポートとしては参加しない
- アルベルト・ビスト（声：高木渉）　※サポートとしては参加しない
- ダグザ・マックール（声：東地宏樹）
- スベロア・ジンネマン（声：手塚秀彰）
- ギルボア・サント
- ロニ・ガーベイ
- マリュー・ラミアス（声：三石琴乃）
- ナタル・バジルール（声：桑島法子）
- フレイ・アルスター（声：桑島法子）
- ムルタ・アズラエル（声：檜山修之）
- タリア・グラディス（声：小山茉美）
- ギルバート・デュランダル （声：池田秀一）